# واقعیت (فیلم ۲۰۱۴)

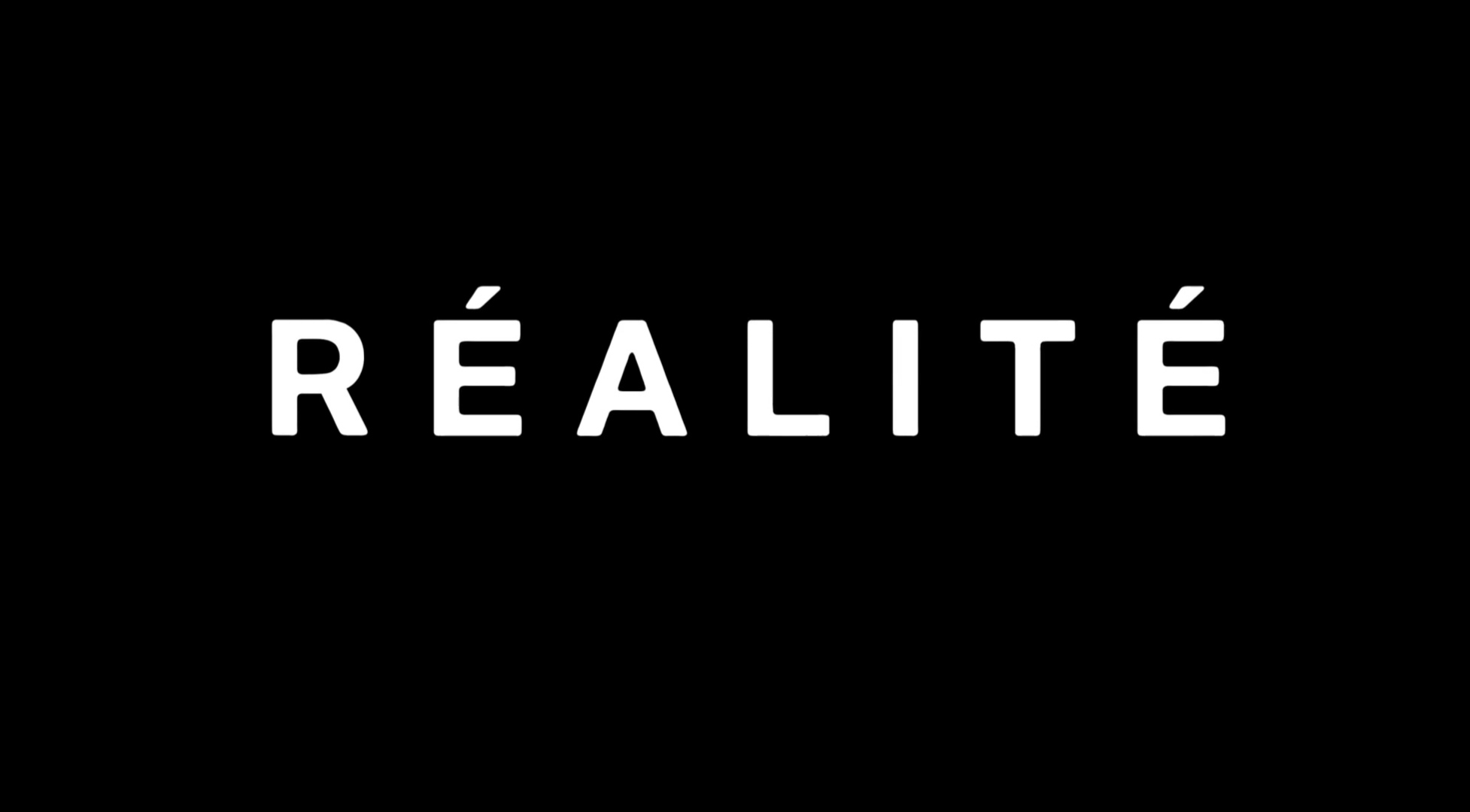
تصویری از فیلم

واقعیت (فرانسوی: Réalité‎) فیلمی به کارگردانی مستر اوزو است که در سال ۲۰۱۴ منتشر شد.